# Otiothops gounellei
Otiothops gounellei is een spinnensoort uit de familie Palpimanidae. De soort komt voor in Brazilië.